# Westside Story: The Compton Chronicles
Pour les articles homonymes, voir West Side Story (homonymie).
Albums de The Game
Untold Story
(2004)
Westside Story: The Compton Chronicles est un album promotionnel de The Game, diffusé à partir du 28 septembre 2004, en téléchargement gratuit, pour annoncer son premier album studio The Documentary.

## Liste des titres
| No  | Titre                                                       | Contient un (des) sample(s) de            | Durée |
| --- | ----------------------------------------------------------- | ----------------------------------------- | ----- |
| 1.  | Westside Story (Remix) (featuring Snoop Dogg et 50 Cent)    | Westside Story The Game featuring 50 Cent | 4:07  |
| 2.  | Nothing But a Game Thang                                    |                                           | 3:25  |
| 3.  | If You Want It                                              |                                           | 3:39  |
| 4.  | The Games (featuring Jim Jones et Juelz Santana)            |                                           |       |
| 5.  | Gangsta Shit (featuring Mobb Deep)                          |                                           |       |
| 6.  | State Your Name, Gangsta (featuring Cassidy et Lil' Flip)   |                                           | 4:15  |
| 7.  | Compton 4 Life (featuring MC Eiht)                          |                                           | 3:02  |
| 8.  | Westside Connection (featuring Joe Budden et Stack Bundles) |                                           |       |
| 9.  | Black Wallstreet Gangsta (featuring Billboard)              |                                           | 3:28  |
| 10. | Died Too Soon                                               |                                           | 0:55  |
| 11. | Living in Compton                                           |                                           |       |
| 12. | Street Dreams (featuring Fabolous et Jae Hood)              |                                           |       |
| 13. | Wanna Put Me Under                                          |                                           | 2:53  |
| 14. | My Confessions (featuring Lil' Eazy E)                      |                                           | 2:30  |
| 15. | A Million and One Bad Habits (featuring Savage C)           |                                           | 3:26  |
| 16. | The Whole City Behind Us (featuring Ludacris et Kanye West) |                                           | 3:16  |
| 17. | Put Ur Gunz in the Air                                      |                                           |       |
| 18. | Still Crusin (featuring Eazy-E)                             |                                           |       |
| 19. | Make Em Stomp (featuring Ludacris et Young Buck)            |                                           |       |
| 20. | 2 of Americaz Most Wanted (featuring Fabolous)              |                                           | 2:53  |
| 21. | Feel My Pain (featuring Lil' Scrappy)                       |                                           | 2:26  |
| 22. | I Got That Feeling (featuring Sky Baila)                    |                                           |       |
| 23. | Certified Gangstas (featuring Jim Jones et Cam'ron)         |                                           | 4:48  |
| 24. | Get Your Money Right (featuring Dr. Dre et Jay-Z)           |                                           | 3:16  |